# TV Guarujá
A TV Guarujá (TVG) é uma emissora de conteúdo da cidade de Guarujá e cobertura em Vicente de Carvalho.
Com uma grade de programação diária, contém programas variados, para todos os telespectadores.
No ar desde 2004, traz notícias, informação e entretenimento para os moradores e turistas da Ilha de Santo Amaro.